# Welke & Pastewka
Welke & Pastewka – Wiedersehen macht Freude! ist eine Comedy-Show im ZDF, die im Dezember 2023 erstausgestrahlt wurde und von Oliver Welke und Bastian Pastewka moderiert wird.
Im Oktober 2024 gab das ZDF die Fortsetzung mit zwei weiteren Folgen bekannt.

## Konzept
Nach dem Motto der Sendung „Wiedersehen macht Freude!“ präsentieren sich die beiden Moderatoren gegenseitig kuriose Fernsehausschnitte aus 60 Jahren deutscher TV-Geschichte, die seit der Erstausstrahlung, falls diese überhaupt stattgefunden hat, niemand mehr gesehen hat. Die Rückblicke werden zudem um einen Talk mit Studiogästen ergänzt.

## Folgen
| Nr. | TV-Erstausstrahlung | Studiogast          | Weitere Gäste                | Länge  | Zuschauer | Zuschauer | Zuschauer          | Zuschauer          |
| Nr. | TV-Erstausstrahlung | Studiogast          | Weitere Gäste                | Länge  | Gesamt    | Gesamt    | 14- bis 49-Jährige | 14- bis 49-Jährige |
| Nr. | TV-Erstausstrahlung | Studiogast          | Weitere Gäste                | Länge  | Mio.      | %         | Mio.               | %                  |
| --- | ------------------- | ------------------- | ---------------------------- | ------ | --------- | --------- | ------------------ | ------------------ |
| 1   | 29. Dezember 2023   | Torsten Sträter     | Max Giermann                 | 58 min | 2,89      | 15,9      | 0,49               | 12,7               |
| 2   | 5. Januar 2024      | Olaf Schubert       | –                            | 58 min | 2,45      | 12,3      | 0,54               | 11,4               |
| 3   | 27. Dezember 2024   | Anke Engelke        | Barbara Wussow               | 58 min | 2,20      | 12,9      | 0,33               | 8,5                |
| 4   | 3. Januar 2025      | Klaas Heufer-Umlauf | Michael Kessler Jörg Draeger | 58 min | 2,26      | 11,5      | 0,49               | 9,9                |